# Finney County
Finney County ist ein County im Bundesstaat Kansas der Vereinigten Staaten. Der Verwaltungssitz (County Seat) ist Garden City. Das U.S. Census Bureau hat bei der Volkszählung 2020 eine Einwohnerzahl von 38.470 ermittelt.

## Geographie
Das County liegt im mittleren Südwesten von Kansas und hat eine Fläche von 3374 Quadratkilometern, wovon zwei Quadratkilometer Wasserfläche sind. Es grenzt im Uhrzeigersinn an folgende Countys: Scott County, Lane County, Ness County, Hodgeman County, Haskell County, Gray County, Grant County und Kearny County.

## Geschichte
Finney County wurde am 6. März 1873 aus Teilen des Marion County gebildet. Benannt wurde es nach  David W. Finney, einem stellvertretenden Gouverneur von Kansas.
10 Bauwerke und Stätten des Countys sind im National Register of Historic Places eingetragen.

## Demografische Daten

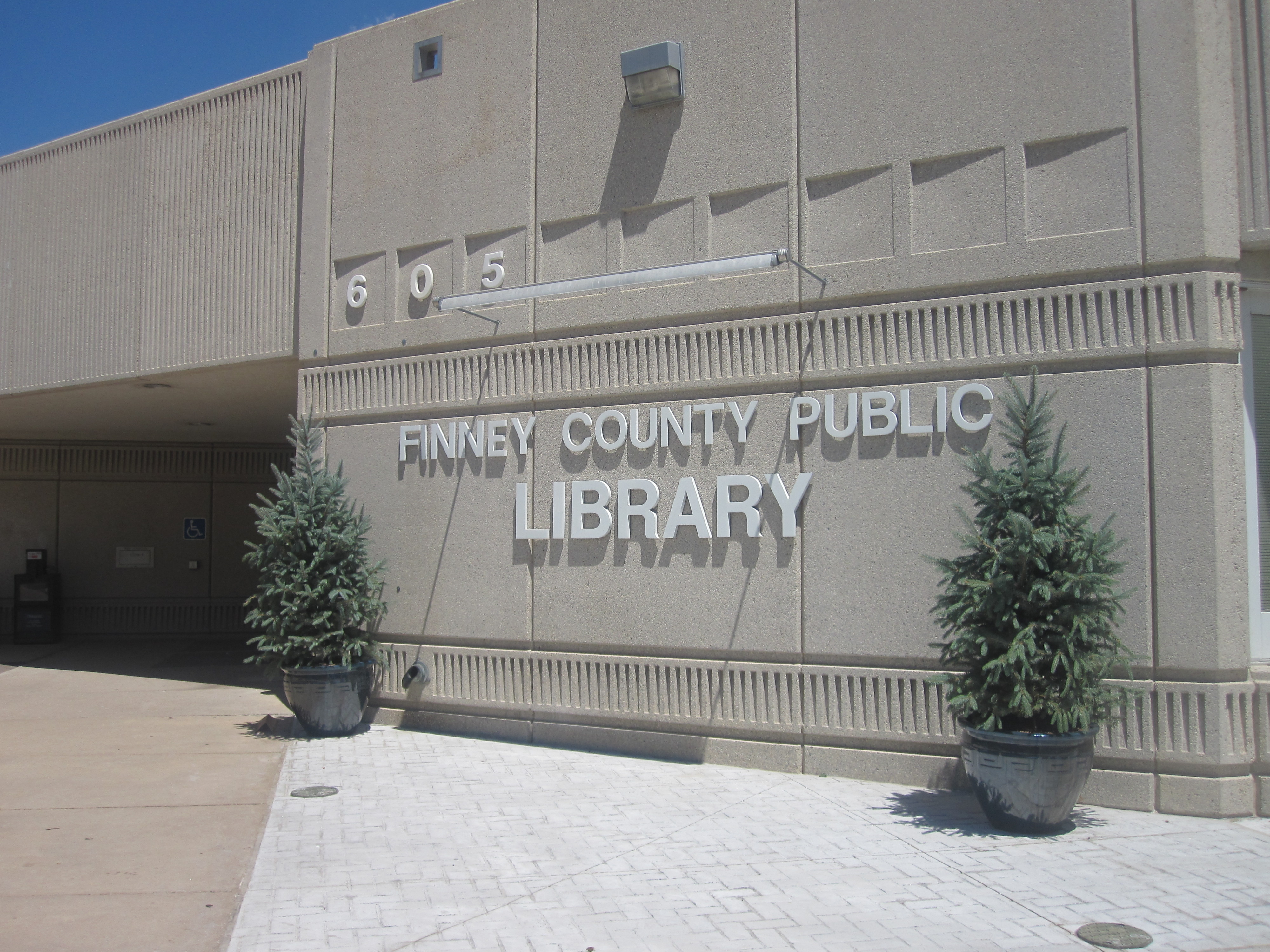
Öffentliche Bibliothek des Finney Countys

Nach der Volkszählung im Jahr 2000 lebten im Finney County 40.523 Menschen in 12.948 Haushalten und 9.749 Familien im Finney County. Die Bevölkerungsdichte betrug 12 Einwohner pro Quadratkilometer. Ethnisch betrachtet setzte sich die Bevölkerung zusammen aus 69,05 Prozent Weißen, 1,25 Prozent Afroamerikanern, 0,96 Prozent amerikanischen Ureinwohnern, 2,87 Prozent Asiaten, 0,08 Prozent Bewohnern aus dem pazifischen Inselraum und 22,99 Prozent aus anderen ethnischen Gruppen; 2,8 Prozent stammten von 2 oder mehr Ethnien ab. 43,30 Prozent der Bevölkerung waren spanischer oder lateinamerikanischer Abstammung.
Von den 12.948 Haushalten hatten 46,0 Prozent Kinder unter 18 Jahren, die mit ihnen gemeinsam lebten. 59,8 Prozent waren verheiratete, zusammenlebende Paare, 10,5 Prozent waren allein erziehende Mütter und 24,7 Prozent waren keine Familien. 19,6 Prozent aller Haushalte waren Singlehaushalte und in 6,3 Prozent lebten Menschen mit 65 Jahren oder darüber. Die Durchschnittshaushaltsgröße betrug 3,09 und die durchschnittliche Familiengröße betrug 3,55 Personen.
34,3 Prozent der Bevölkerung waren unter 18 Jahre alt. 11,0 Prozent zwischen 18 und 24 Jahre, 31,1 Prozent zwischen 25 und 44 Jahre, 16,6 Prozent zwischen 45 und 64 Jahre und 7,0 Prozent waren 65 Jahre alt oder älter. Das Durchschnittsalter betrug 28 Jahre. Auf 100 weibliche Personen kamen 104,2 männliche Personen. Auf 100 erwachsene Frauen ab 18 Jahren kamen 103,3 Männer.
Das jährliche Durchschnittseinkommen eines Haushalts betrug 38.474 USD, das Durchschnittseinkommen einer Familie betrug 42.839 USD. Männer hatten ein Durchschnittseinkommen von 29.948 USD, Frauen 21.510 USD. Das Prokopfeinkommen betrug 15.377 USD. 10,0 Prozent der Familien und 14,2 Prozent der Bevölkerung lebten unterhalb der Armutsgrenze.

## Orte im County
- Friend
- Gano
- Garden City
- Holcomb
- Kalvesta
- Lowe
- Mansfield
- Peterson
- Pierceville
- Plymell
- Quinby
- Ravanna
- Ritchal
- Rodkey
- Tennis
- Wolf

Townships
- Garden City Township
- Garfield Township
- Ivanhoe Township
- Pierceville Township
- Pleasant Valley Township
- Sherlock Township
- Terry Township